# Villayuso de Cieza
Villayuso es una localidad española, capital del municipio de Cieza, perteneciente a la comunidad autónoma de Cantabria.

## Historia
Hacia mediados del siglo XIX, el lugar, ya por entonces perteneciente a Cieza, tenía contabilizada una población de cuatrocientos habitantes. Aparece descrito en el decimosexto y último volumen del Diccionario geográfico-estadístico-histórico de España y sus posesiones de Ultramar de Pascual Madoz con las siguientes palabras:

VILLAYUSO DE CIEZA: l. en la prov. y dióc. de Santander (7 1/2 leg.), part. jud. de Torrelavega (3 1/2), aud. terr. y c. g. de Búrgos (22), ayunt. de Cieza. sit. á la márg. izquierda del r. de este nombre en un pequeño llano; su clima es templado y saludable. Tiene 84 casas; la consistorial y cárcel; escuela de primeras letras; igl. parr. (San Tirso) servida por un cura de provision del diocesano en patrimoniales; 3 ermitas (el Cármen, la Soledad, y Sta. Maria), y medianas aguas potables. Sobre un peñasco muy elevado se ve en las afueras un pequeño cast. de moros á que llaman el Castillon. Confina con Villasuso, Collado y montes de Iguña; en su térm. se encuentran 3 caserios titulados Tojos, casas de Media Hoz y Piedrahita. El terreno es de buena calidad y de secano; le bañan las aguas del Cieza y del arroyo San Tirso inútiles para el riego. Los montes estan cubiertos de robles, hayas, álamos, fresnos, acebos y otros arbustos. Hay una deh. de pastos con el nombre de Vesaya y Ullada, y muchos prados naturales. Los caminos son rurales escepto el que dirige á la carretera de Reinosa. recibe la correspondencia de Torrelavega. prod.: maiz, aluvias, patatas, castañas y otras frutas y pastos; cria ganado, con especialidad vacuno; caza mayor y menor, y pesca de truchas y anguilas. ind.: el carboneo, construccion de arcos para los toldos de los carros y 2 molinos harineros. comercio: se estrae madera y ganados, y se importan los art. de primera necesidad. pobl.: 85 vec., 400 alm. contr.: con el ayunt.
(Madoz, 1850, p. 308)

En 2023, tenía empadronados 283 habitantes.

## Patrimonio
Hay en la localidad una iglesia de San Tirso y una de Santamaría[cita requerida].